# 湯國華
湯國華（1910年3月—2004年12月2日）是歷任圓玄學院主席、香港道教聯合會主席 、香港六宗教領袖座談會主席、香港十多間中小學（包括伊利沙伯中學舊生會湯國華中學）的校監、教育署諮議會成員、博愛醫院總理，也是香港特區選舉委員，還曾獲得英女皇頒發BH榮譽勛章及特區政府頒發的BBS銅紫荊星章。

## 家庭
湯國華與妻子鄧淑芳育有三子四女，長子為湯偉奇。